# Marta Santos Ferreira
Marta Santos Ferreira (Ipiaú, 22 de junho de ?) é uma paracanoista brasileira que compete desde o final dos anos 2000. Ela ganhou duas medalhas no Campeonato Mundial ICF Canoe Sprint de 2010, em Posnânia, na Polônia, com um ouro na categoria K-1 200m TA e uma prata nos eventos K-1 200m LTA.

## Biografia e carreira
Marta Santos Ferreira nasceu no interior do estado da Bahia, na cidade de Ipiaú.
Participou dos seguintes eventos:
- 2010 - 2ª Bahia Maratona de Canoagem, no Rio São Francisco.[4]
- 2011 - Campeonato Mundial Sênior de Canoagem Velocidade, em Szeged, na Hungria.[5]
- 2012 - Brasileiro de Canoagem Velocidade, em Primavera do Leste, no Mato Grosso.[6][7]
- 2014 - Campeonato Pan-Americano de Canoagem Velocidade e Paracanoagem.[8][9]

## Medalhas
Foi nove vezes campeã baiana e brasileira, quatro vezes campeã sul-americana, duas vezes campeã pan-americana e campeã mundial.
| Medalhas | Medalhas | Medalhas           | Medalhas           | Medalhas      |
|          | Ano      | Local              | Campeonato         | Categoria     |
| -------- | -------- | ------------------ | ------------------ | ------------- |
| Ouro     | 2010     | Posnânia (Polônia) | Campeonato Mundial | K-1 200 m TA  |
| Ouro     | 2010     | Posnânia (Polônia) | Campeonato Mundial | K-1 200 m LTA |
| Ouro     | 2011     | Szeged (Hungria)   | Campeonato Mundial | K-1 200 m TA  |
| Ouro     | 2011     | Szeged (Hungria)   | Campeonato Mundial | K-1 200 m LTA |